# Province de Vallegrande
La province de Vallegrande est une des 15 provinces du département de Santa Cruz, en Bolivie. Son chef-lieu est la ville de Vallegrande.
La province a une superficie de 6 414 km2.
Sa population s'élève à 27 982 habitants en 1982.

## Subdivisions
- Pucará dont la capitale est Pucará